# Oti (Saaremaa)
Oti (Duits: Peudehof) is een plaats in de Estlandse gemeente Saaremaa, provincie Saaremaa. De plaats heeft de status van dorp (Estisch: küla) en telt 74 inwoners (2021).
Tot in oktober 2017 viel Oti onder de gemeente Pöide. In die maand werd Pöide bij de fusiegemeente Saaremaa gevoegd.

## Geschiedenis
Oti werd voor het eerst genoemd in 1309 onder de naam Poida. De naam Oti dook pas voor het eerst op in 1782 in de vorm Otti. Het was een landgoed. In 1710, tijdens de Grote Noordse Oorlog, werden alle gebouwen op het landgoed platgebrand. Bijna alle bewoners kwamen om door de pest. Het landgoed was achtereenvolgens in het bezit van de families von Uexküll, von Buxhoevden en von Aderkas. Ottokar von Aderkas was de laatste eigenaar voordat het landgoed door het onafhankelijk geworden Estland werd onteigend. Van een nederzetting op het landgoed was pas sprake in 1920.
Het landhuis van het landgoed, gebouwd in de 18e eeuw en verbouwd in 1850, is bewaard gebleven. Het is in gebruik als hotel.